# Peritonectomía
La peritonectomía es un método quirúrgico que se utiliza en medicina para el tratamiento de diversas enfermedades que afectan al peritoneo, principalmente el cáncer de peritoneo.

## Indicaciones
Se utiliza para el tratamiento de los tumores malignos que se localizan en el peritoneo, tanto los primarios como los que se extienden a esta área desde órganos vecinos, por ejemplo el cáncer de ovario, el cáncer de estómago y el cáncer colorrectal. La peritonectomia se complementa con otros procedimientos terapéuticos, entre ellos la citorreducción, la quimioterapia intraperitoneal y la quimioterapia intraperitoneal hipertérmica.

## Técnica
La ejecución de la técnica depende de la extensión del proceso que se desee eliminar, puede dividirse en diferentes procedimientos:
- Omentectomía con extirpación del bazo. La omentectomía, también llamada epiplectomía, consiste en la extirpación total o parcial del epiplón.
- Peritonectomía del cuadrante superior izquierdo del abdomen.
- Omentectomia del cuadrante superior derecho del abdomen.
- Omentectomia del epiplón menor con colecistectomía (extirpación de la vesícula biliar).
- Perinotectomia pelvica.
- Antrectomía. El antro es una de las tres porciones principales en que se divide el estómago. La extirpación del antro se llama antrectomia y puede ser necesario realizarla en determinadas circunstancias.